# Centerburg (Ohio)
Pour les articles homonymes, voir Centerburg.
Centerburg est un village américain situé dans le comté de Knox, dans l'Ohio. Selon le recensement de 2010, sa population est de 1 773 habitants.